# کارکس نوداتا

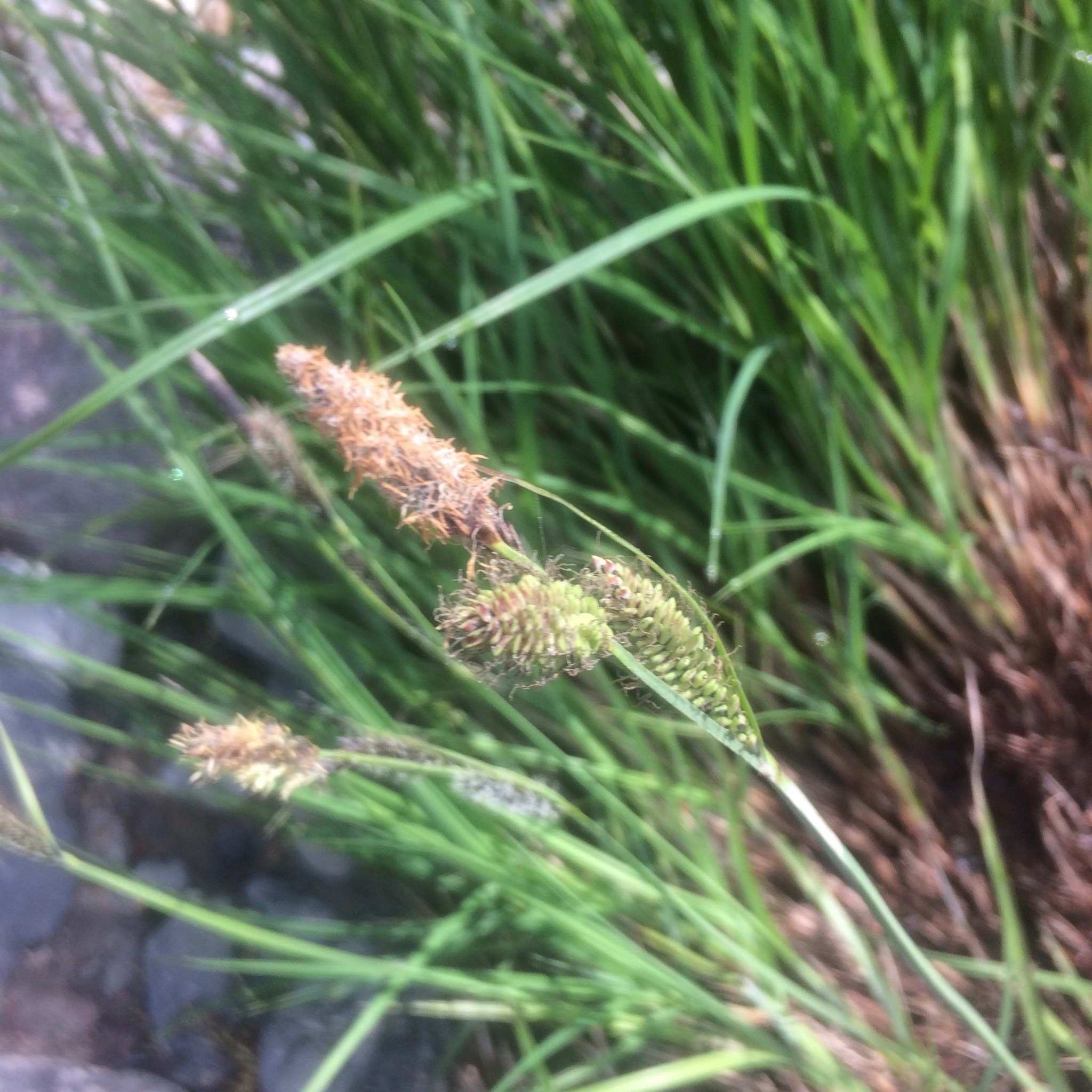
کارکس نوداتا

کارکس نوداتا (نام علمی: Carex nudata) نام یک گونه از سرده جگن است.